# Mont-Ormel
Mont-Ormel – miejscowość i gmina we Francji, w regionie Normandia, w departamencie Orne.
Według danych na rok 1990 gminę zamieszkiwało 47 osób, a gęstość zaludnienia wynosiła 13 osób/km² (wśród 1815 gmin Dolnej Normandii Mont-Ormel plasuje się na 838. miejscu pod względem liczby ludności, natomiast pod względem powierzchni na miejscu 999.).
Mont-Ormel leży u podnóża Wzgórza 262, o które w sierpniu 1944 roku toczyła ciężkie walki polska 1 Dywizja Pancerna. Wydarzenia te upamiętniają wzniesione na wzgórzu pomnik i muzeum.